# Caprie
Caprie (piemonti nyelven és Frankoprovanszál nyelven Ciàvrie) egy észak-olasz község (comune) a Piemont régióban.
A község neve egészen 1936-ig Chiavrie volt, a település piemonti és frankoprovanszál neve a mai napig az ehhez hasonló alakban maradt.
A község a Susa-völgyben található.

## Elhelyezkedése

Caprie község Torino megye térképén

## Fordítás
- Ez a szócikk részben vagy egészben  a   Caprie című olasz Wikipédia-szócikk fordításán alapul.  Az eredeti cikk szerkesztőit annak laptörténete sorolja fel. Ez a jelzés csupán a megfogalmazás eredetét és a szerzői jogokat jelzi, nem szolgál a cikkben szereplő információk forrásmegjelöléseként.